# Het rijk van de chaos
Het rijk van de chaos is het derde stripalbum uit de Thorgal-parallelreeks De werelden van Thorgal: Wolvin. De strip werd voor het eerst uitgegeven bij Le Lombard in april 2013. Het album is getekend door Roman Surzhenko met scenario van Yann.

## Het verhaal
Wolvin is op zoek naar een relikwie (de afgehakte hand van de god Týr) om een vloek te verbreken.  Tijdens die zoektocht moet Wolvin verschillende monsters verslaan. Vooral de strijd tegen de Fenrir (een enorme wolf) is moeizaam en lang, maar het lukt haar uiteindelijk om het relikwie te vinden. Wolvin ontmoet goden die ook in de vroege delen van 'Thorgal' voorkomen. Aaricia, de vrouw van Thorgal, wordt door Lundgen verleid. 